# 公丈
亦稱（dekameter），是長度計量單位，是國際單位制之一，符號为dam。該長度單位在實際上的使用很少，少數的使用如在水文學中，測量重力位高度的工具。